# Antônio Carlos Magalhães
Pour les articles homonymes, voir Carlos, Peixoto et Magalhães.
Antônio Carlos Peixoto de Magalhães, né le 4 septembre 1927 et mort le 20 juillet 2007, est un homme d'État brésilien d'origine portugaise.
Il fut gouverneur de Bahia 3 fois et sénateur de Bahia 3 fois également. Magalhães est l'un des politiciens les plus puissants servants le Ministère des Communications comme président du parti démocrate et comme président du Sénat.

## Distinctions
- Grand officier de l'ordre du Mérite du Portugal